# Anders Levén
Anders Åke Levén, född 23 september 1959 i Stockholm, har varit verksam som kock sedan 1978. Han har drivit ett flertal restauranger, och är känd som TV-kock i programmen Emmas hus, Emmas kök, Köket, Dianas stigar och Jaktlust. Han är aktuell i lokalradiokanalen Skärgårdsradion 90,2 med mat och dryck hos Jesse & Loogna. Levén har drivit restaurangerna Fyran, M/S Kungsholm, Sturebadet, Levéns Kvarnholmen, Little FRED, LaPlanche och Fogia Café. Han är ordinarie ledamot i Korvakademien samt Svenska Viltmatakadmin. Levén medverkar i filmen Känd från TV och gjorde debut i TV-program i 6-årsåldern i trafikprogrammet Herr Gårman.